# Eskil Collenius
Eskil Collenius som levde på 1700-talet, var en svensk kyrkobyggare som verkade i östra rikshalvan (nuvarande Finland).
Collenius kom från Sordavala. Han byggde flera korskyrkor i trä i östra Finland, både på den ryska och svenska sidan, under sin femtioåriga karriär.
Kyrkor byggda av Collenius:
- 1739-1740 Sordavala kyrka
- 1751 Tohmajärvi kyrka, ombyggd 1910 [1]
- 1754 Jaakimvaara kyrka
- 1754 Taipalsaari kyrka, utbyggd 1846-1847 [2]
- 1758 Joutseno kyrka [3]
- 1767 Sankt Andree kyrka
- 1775 Kristiina kyrka [4]
- 1778 Vederlax kyrkas klocktstapel, förstördes i en brand som startade av blixten 1957 [5]
- 1779 Kaukola tredje kyrka, förstörd i mordbrand 1932
- 1783 Sääminge tredje kyrka, riven 1882 [6]